# Sindre Walle Egeli
Sindre Walle Egeli (Larvik, 21 giugno 2006) è un calciatore norvegese, attaccante dell'Ipswich Town e della nazionale norvegese.

## Carriera

### Club
Walle Egeli è cresciuto nel settore giovanile del Sandefjord, dove fra il 2021 ed il 2022 ha giocato nella seconda squadar in quinta divisione segnando 19 reti in 11 incontri.
Nel febbraio del 2022 è stato acquistato dal Nordsjælland che lo ha inizialmente assegnato alla propria squadra giovanile. Ha debuttato in prima squadra il 9 dicembre 2023 nell'incontro di DBUs Landspokalturnering vinto 2-1 contro l'Aalborg.

### Nazionale
Ha giocato nelle nazionali giovanili norvegesi Under-15, Under-16 ed Under-17.
Ha debuttato con la nazionale maggiore norvegese alla prima convocazione il 6 settembre 2024 nell'incontro di Nations League contro il Kazakistan.

## Statistiche

### Presenze e reti nei club
Stayistiche aggiornate al 30 settembre 2024
| Stagione            | Squadra             | Campionato          | Campionato | Campionato | Coppe nazionali | Coppe nazionali | Coppe nazionali | Coppe continentali | Coppe continentali | Coppe continentali | Altre coppe | Altre coppe | Altre coppe | Totale | Totale | Totale |
| Stagione            | Squadra             | Comp                | Pres       | Reti       | Comp            | Pres            | Reti            | Comp               | Pres               | Reti               | Comp        | Pres        | Reti        | Pres   | Reti   |        |
| ------------------- | ------------------- | ------------------- | ---------- | ---------- | --------------- | --------------- | --------------- | ------------------ | ------------------ | ------------------ | ----------- | ----------- | ----------- | ------ | ------ | ------ |
| 2021                | Sandefjord 2        | 4D                  | 6          | 10         | -               | -               | -               | -                  | -                  | -                  | -           | -           | -           | 6      | 10     |        |
| 2022                | Sandefjord 2        | 4D                  | 5          | 9          | -               | -               | -               | -                  | -                  | -                  | -           | -           | -           | 5      | 9      |        |
| Totale Sandefjord   | Totale Sandefjord   | Totale Sandefjord   | 11         | 19         |                 | -               | -               |                    | -                  | -                  |             | -           | -           | 11     | 19     |        |
| 2023-2024           | Nordsjælland        | SL                  | 3          | 0          | CD              | 0               | 0               | UECL               | 0                  | 0                  | -           | -           | -           | 3      | 0      |        |
| 2024-2025           | Nordsjælland        | SL                  | 31         | 9          | CD              | 1               | 0               | -                  | -                  | -                  | -           | -           | -           | 31     | 9      |        |
| Totale Nordsjælland | Totale Nordsjælland | Totale Nordsjælland | 13         | 5          |                 | 1               | 0               |                    | 0                  | 0                  |             | -           | -           | 31     | 9      |        |
| Totale carriera     | Totale carriera     | Totale carriera     | 24         | 24         |                 | 1               | 0               |                    | 0                  | 0                  |             | -           | -           | 24     | 24     |        |

### Cronologia presenze e reti in nazionale
| Cronologia completa delle presenze e delle reti in nazionale ― Norvegia | Cronologia completa delle presenze e delle reti in nazionale ― Norvegia | Cronologia completa delle presenze e delle reti in nazionale ― Norvegia | Cronologia completa delle presenze e delle reti in nazionale ― Norvegia | Cronologia completa delle presenze e delle reti in nazionale ― Norvegia | Cronologia completa delle presenze e delle reti in nazionale ― Norvegia | Cronologia completa delle presenze e delle reti in nazionale ― Norvegia | Cronologia completa delle presenze e delle reti in nazionale ― Norvegia |
| Data                                                                    | Città                                                                   | In casa                                                                 | Risultato                                                               | Ospiti                                                                  | Competizione                                                            | Reti                                                                    | Note                                                                    |
| ----------------------------------------------------------------------- | ----------------------------------------------------------------------- | ----------------------------------------------------------------------- | ----------------------------------------------------------------------- | ----------------------------------------------------------------------- | ----------------------------------------------------------------------- | ----------------------------------------------------------------------- | ----------------------------------------------------------------------- |
| 6-9-2024                                                                | Almaty                                                                  | Kazakistan                                                              | 0 – 0                                                                   | Norvegia                                                                | UEFA Nations League 2024-2025 - 1º turno                                | -                                                                       | 84’                                                                     |
| Totale                                                                  |                                                                         | Presenze                                                                | 1                                                                       |                                                                         | Reti                                                                    | 0                                                                       |                                                                         |